# Callulina meteora
Callulina meteora е вид жаба от семейство Brevicipitidae. Видът е критично застрашен от изчезване.

## Разпространение и местообитание
Разпространен е в Танзания.
Обитава гористи местности, планини и възвишения.